# Чесапик (Виргиния)
Чесапик (англ. Chesapeake) — независимый город в штате Виргиния в США. Площадь — 910 км². Второй по площади город в штате. Население — 232 977  человек (2013), третий по численности населения город в штате.
Чесапик включён в метрополитенский район Хэмптон-Роудс.
Чесапик основан в 1963 году, когда город Южный Норфолк был объединён с бывшим округом Норфолк. Существенный прирост численности населения и экономического развития города начался в 1990-х годах, хотя производственных предприятий в городе почти нет.
В Чесапике расположено две базы ВМФ США и достаточно известный дендрарий.

## Боро
Город Чесапик делится на шесть боро, один из которых соответствует бывшему городу Южный Норфолк, а пять других — пяти магистериальным районам, частям бывшего административного округа Норфолк: Батс-Роуд, Вашингтон, Грэйт-Бридж, Плезант-Гров, Уэстерн-Бранч, Южный Норфолк.